# Rubicundus lopheliae
Rubicundus lopheliae – gatunek bezszczękowca z rodziny śluzicowatych (Myxinidae). 

## Zasięg występowania
Północno-wschodni Ocean Atlantycki.

## Cechy morfologiczne
Osiąga 20,1 cm długości. 5 par worków skrzelowych. 
88–89 gruczołów śluzowych, w tym 19–21 przedskrzelowych.
Ubarwienie ciała pomarańczowo-różowe.

## Biologia i ekologia
Występuje na głębokości 382–700 m. Jest ściśle związany z koralowcami głębinowymi z gatunku Lophelia pertusa i stąd jego nazwa gatunkowa.